# Relight My Fire
Relight My Fire is een nummer van de Amerikaanse zanger-muzikant Dan Hartman. Het nummer bevat gastvocals van zangeres Loleatta Holloway. Het nummer werd in december 1979 op single uitgebracht.

## Achtergrond
De plaat werd uitsluitend een grote hit in de VS, Denemarken en het Nederlandse taalgebied. 
In Nederland werd de plaat in het voorjaar van 1980 veel gedraaid door dj Ferry Maat in zijn zeer populaire donderdagavond-radioprogramma de Soulshow bij de TROS op Hilversum 3 en werd mede hierdoor een grote hit in de destijds drie landelijke hitlijsten op de nationale publieke popzender. De plaat bereikte de 3e positie in de Nederlandse Top 40, de 7e positie in de Nationale Hitparade en piekte op de 4e positie in de TROS Top 50. In de Europese hitlijst op Hilversum 3, de TROS Europarade, werd de 12e positie bereikt.
In België bereikte de plaat de 7e positie in de Vlaamse Radio 2 Top 30 en de 11e positie in de voorloper van de Vlaamse Ultratop 50. In Wallonië werd géén notering behaald.
In het najaar van 1993 werd het nummer gecoverd door de Britse jongensband Take That feat. Lulu en werd het opnieuw een grote hit. In Nederland bereikte deze versie de 12e positie in de Nederlandse Top 40 en de 10e positie in de destijds nieuwe publieke hitlijst op Radio 3; de Mega Top 50.
In 2018 maakt Chris Cox met Trey Lorenz en Inaya Day een nieuwe cover van het nummer.
Sinds de allereerste editie in december 1999 staat de plaat onafgebroken genoteerd in de jaarlijkse NPO Radio 2 Top 2000 van de Nederlandse publieke radiozender NPO Radio 2, met als hoogste notering tot nu toe een 417e positie in 1999.

## NPO Radio 2 Top 2000
| Nummer met noteringen in de NPO Radio 2 Top 2000 | '99 | '00 | '01 | '02 | '03 | '04 | '05  | '06  | '07  | '08  | '09 | '10 | '11  | '12 | '13 | '14 | '15  | '16  | '17  | '18  | '19  | '20  | '21  | '22  | '23  | '24  |
| ------------------------------------------------ | --- | --- | --- | --- | --- | --- | ---- | ---- | ---- | ---- | --- | --- | ---- | --- | --- | --- | ---- | ---- | ---- | ---- | ---- | ---- | ---- | ---- | ---- | ---- |
| Relight My Fire (Dan Hartman)                    | 417 | 446 | 683 | 603 | 788 | 900 | 1207 | 1285 | 1377 | 1070 | 954 | 869 | 1020 | 918 | 958 | 939 | 1260 | 1433 | 1422 | 1555 | 1578 | 1473 | 1478 | 1672 | 1605 | 1881 |

1. ↑  Een vetgedrukt getal geeft de hoogste notering aan.